# Asphodelus fistulosus
Asphodelus fistulosus, el gamoncillo o varita de San José es una especie de planta del género Asphodelus perteneciente a la familia Xanthorrhoeaceae (anteriormente clasificado en la familia Liliaceae).

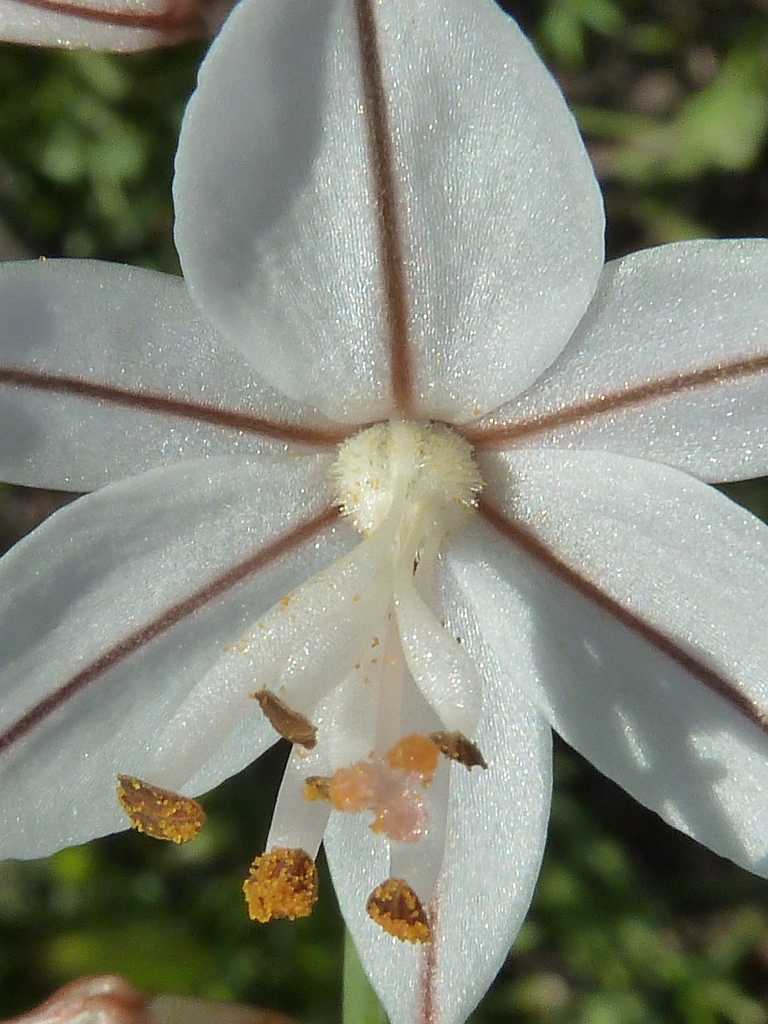
Detalle de la flor

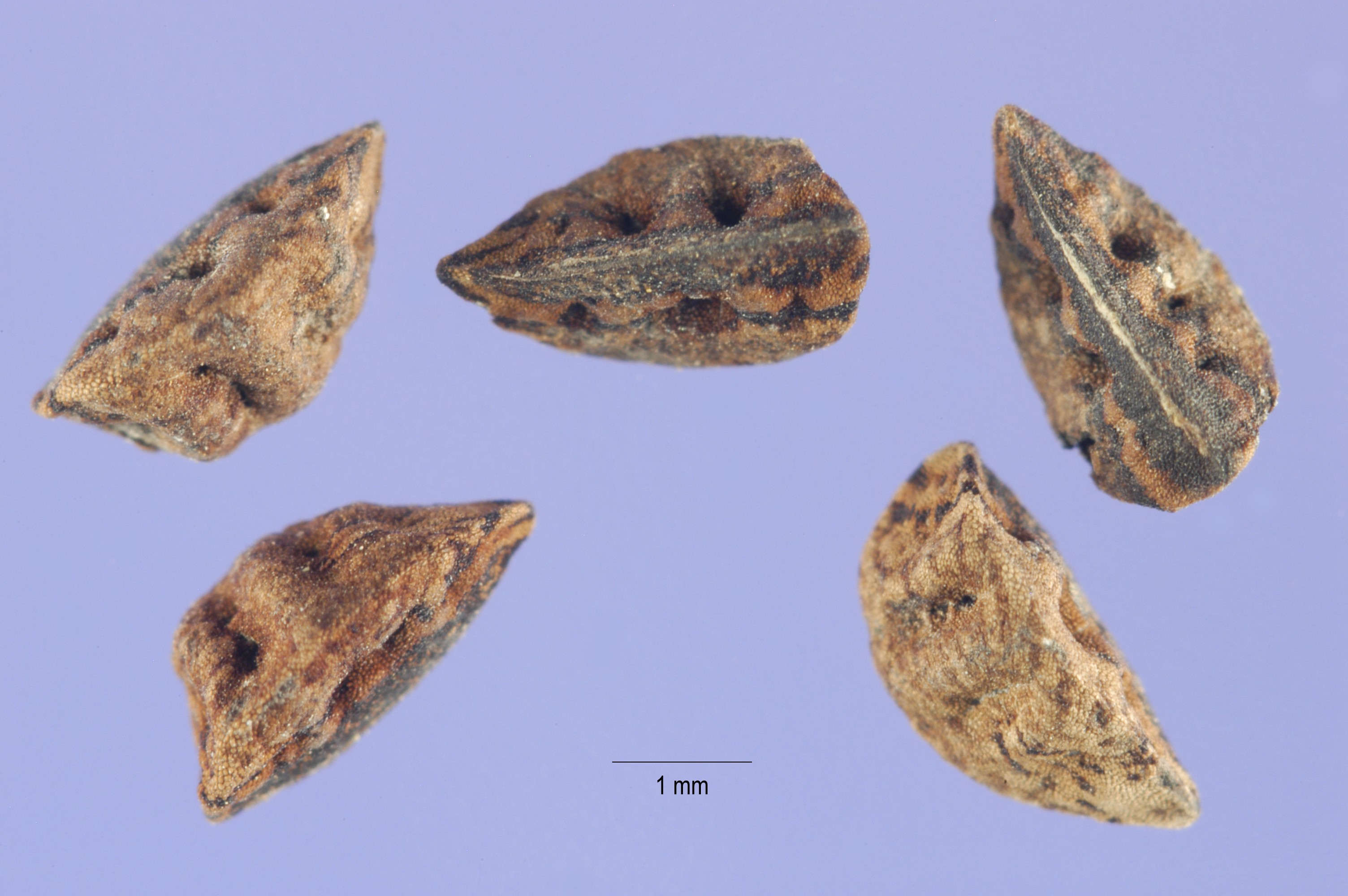
Semillas

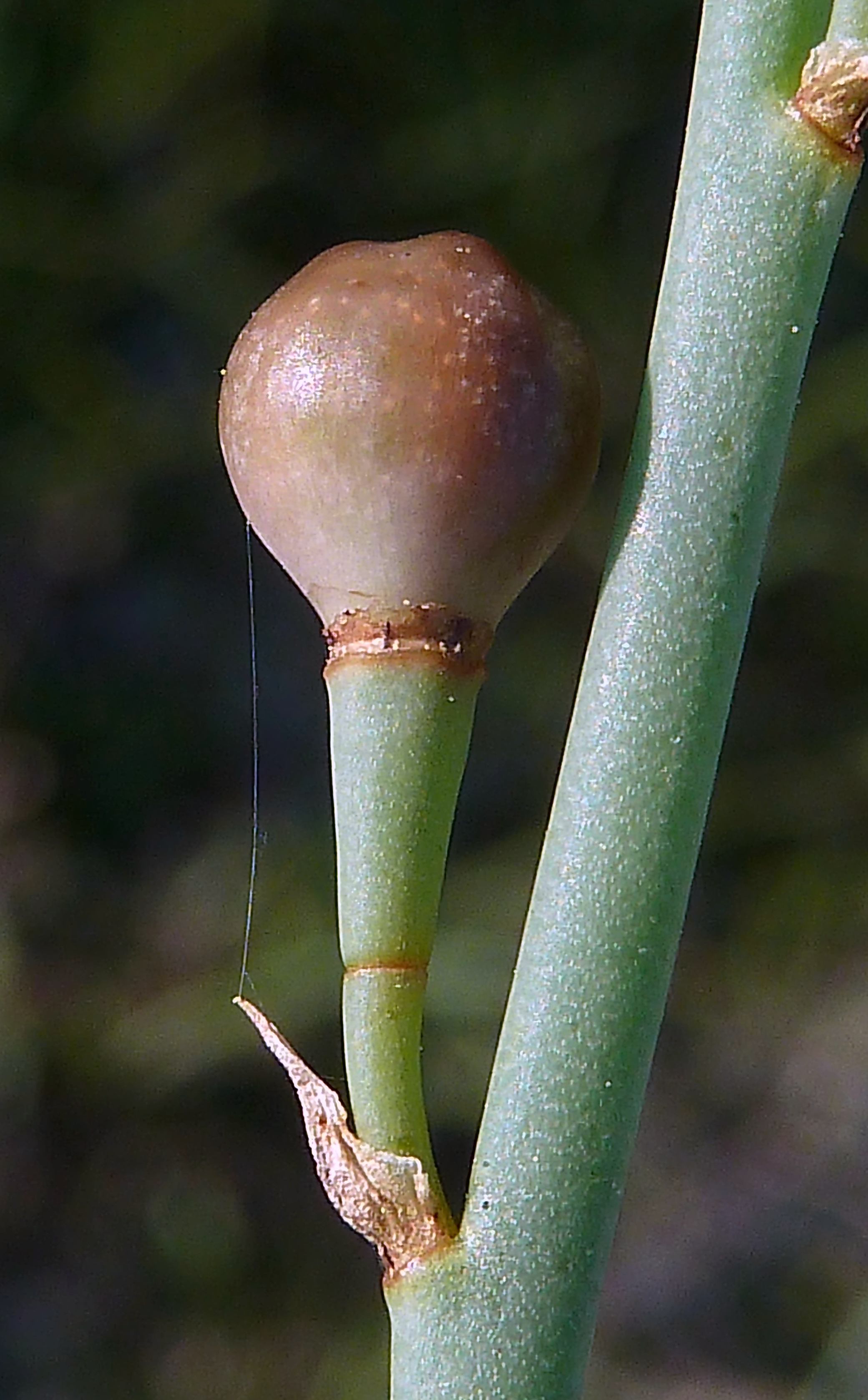
Fruto semi-maduro

## Hábitat
Es nativa a la región mediterránea. Es una especie invasora en los Estados Unidos, encontrada de manera significativa en California, Arizona, Nuevo México y Texas, listada como hierba nociva federal (federal noxious weed) por el Departamento de Agricultura de los Estados Unidos. En México tiene una amplia distribución y se encuentra asociada a los cultivos.

## Descripción
Se trata de una planta herbácea anual o perenne de corta duración con un tallo hueco de hasta 70 centímetros de altura. El sistema radical tiene una serie de tubérculos en la base del tallo.  La planta tiene la forma de un gran mechón como hojas de cebolla, redondeadas y huecas de hasta 30 centímetros de largo.  La inflorescencia es una panícula con flores muy separadas.  Cada flor tiene de 5 a 12 milímetros de ancho, con seis tépalos, que son generalmente de color blanco o rosa muy pálido, con una clara franja longitudinal de color marrón-rojizo a morado. Las flores son diurnas, que se cierran por la noche y en días nublados. El fruto es una cápsula ovoide, dehiscente en 3 lóculos, cada uno con 2 semillas triédricas con profundas muescas, de color pardo.

## Taxonomía
Asphodelus fistulosus fue descrita por Carlos Linneo y publicado en Species Plantarum 1: 309–310. 1753.
Etimología
Asphodelus: nombre genérico que deriva del griego antiguo ἀσφόδελος, de etimología desconocida
En la Grecia Antigua el asfódelo se relaciona con los muertos. Homero afirma que en el Hades o mundo subterráneo estaban los Prados Asfódelos (ἀσφόδελος λειμών), adonde iban los muertos que no merecían premio ni castigo. Con frecuencia se relaciona el asfódelo con Perséfone, que aparece coronada con una guirnalda de esta planta. 
fistulosus: epíteto latino que significa "tubular".
Citología
Número de cromosomas de Asphodelus fistulosus (Fam. Liliaceae) y táxones infraespecíficos: 2n=56.
Variedades aceptadas
- Asphodelus fistulosus subsp. madeirensis Simon

Sinonimia
- Asphodeloides ramosa Moench
- Ophioprason fistulosum (L.) Salisb.
- Verinea fistulosa (L.) Pomel
- Anthericum unilineatum Poelln.
- Asphodelus davei Sennen
- Asphodelus dunensis Sennen
- Asphodelus fistulosus subsp. fistulosus
- Asphodelus fistulosus var. fistulosus
- Asphodelus intermedius Hornem.
- Asphodelus parviflorus Wight
- Glyphosperma palmeri S.Watson[5]

## Nombres comunes
- Castellano: asfodelo con hojas de cebolla, cebollada, cebolla de culebra, cebolla de globularia, cebollana, cebollana borde, cebollera morisca, cebolleta, cebolletilla marranera, cebollín del monte, cebollino, gamboncillo, gamincillo, gamón, gamoncillo, gamonera, gamones, gamones de fruto pequeño, gamón fistuloso, gamonilla, gamonita, gamonitas, gamonito, gobanita, gramones, jabonera, lirio silvestre, monecillo, oruga, pitolobo, tapaculos, varicas de San José, varita de San José.[6]